# Whereis
whereis é um comando dos sistemas operacionais unix-like que localiza arquivos binários, o seu código-fonte e a página de manual para um comando.